# Franciscaines minimes du Sacré-Cœur
Les franciscaines minimes du Sacré-Cœur (en latin : Minimarum Sororum a S. Corde) sont une congrégation religieuse féminine hospitalière et enseignante de droit pontifical.

## Historique
En 1896, Marie Marguerite Caiani (1863-1921) et deux filles du Tiers-Ordre franciscain se réunissent pour mener une vie commune à Poggio a Caiano, elles commencent à se consacrer à diverses œuvres de charité (éducation, visite aux malades) dans la paroisse. Le 15 décembre 1902, la communauté est érigée en institut religieux et les sœurs prennent le nom de minimes du Sacré-Cœur et copie la forme de leur robe sur celle de sainte Marguerite-Marie Alacoque. Elles seront particulièrement remarquées par leur travail d'assistance dans les hôpitaux lors de la Première Guerre mondiale.
La congrégation reçoit le décret de louange le 3 février 1926, ses constitutions religieuses sont définitivement approuvées par le Saint-Siège le 21 novembre 1933.

## Activités et diffusion
Le but de l'institut est la pratique de toutes œuvres de miséricorde, les sœurs se dévouent particulièrement à l'assistance aux personnes âgées et aux handicapés à domicile, dans les hôpitaux et maisons de retraite ainsi à l'enseignement des jeunes, aux soins des orphelins et à l'apostolat missionnaire.
Elles sont présentes en Italie, au Brésil, en Égypte, en Israël et au Sri Lanka.
La maison-mère est à Poggio a Caiano.
En 2017, la congrégation comptait 194 sœurs dans 26 maisons.